# Roland Cedermark
Roland Cedermark, född 23 april 1938 i Älvros, Härjedalen, död 24 december 2020 i Valsta, Sigtuna kommun, Stockholms län, var en svensk dragspelare, sångare, kompositör och låtskrivare.

## Biografi
Roland Cedermark kom från en musikersläkt, där bland annat hans farfar var härjedalsk spelman. Cedermark själv var kapellmästare i dansbandet Cedermarks från 1958 fram till 1973.
Han skivdebuterade som soloartist 1976, och sålde sedan mer än 2 miljoner exemplar av sina skivor, varav hela 12 sålde guld. Hans album ges fortfarande ut på kassettband, då han särskilt vände sig till den äldre publiken.[källa behövs] Han hade under 1990-talet och i början av 2000-talet melodier på Svensktoppen.
Cedermark medverkade i många TV-program, bland annat i Nygammalt och olika caféprogram, samt i vinjetten till fjärde, femte och sjätte säsongen av TV-programmet 100 höjdare.
1994 blev han utsedd till Filipstads ambassadör.

## Diskografi
- 2010: "Vandra varsamt"
- 2009: "Sången till byn"
- 2008: "Pärleporten" (samling)
- 2007: "Mirandas dröm" (samling)
- 2006: "30 år på veien: Live i Bergen" (bootleg)
- 2005: "Dagar skall komma"
- 2004: "Så länge skutan kan gå: Roland Cedermark spelar Evert Taube"
- 2004: "Spelar Taube. Så skimrande var aldrig havet"
- 2001: "Roland Cedermarks beste" (3-CD) (samling)
- 2001: "Livet på landet"
- 1999: "Vandra varsamt"
- 1997: "Någon behöver dej"
- 1996: "Jag minns Paris"
- 1995: "Den första gång jag såg dej"
- 1994: "Barndomshemmet"
- 1994: "En famn full av kärlek"
- 1993: "Roland Cedermark spelar vackra visor"
- 1992: "Jag vill sända dej en hälsning"
- 1990: "Varje dag är en gåva"
- 1989: "Mosippan"
- 1988: "Härlighetens morgon"
- 1987: "San Antonio Rose"
- 1986: "På festplatsen"
- 1985: "Stilla natt"
- 1985: "Två solröda segel"
- 1984: "På mitt sätt"
- 1983: "Spelar Elvis och annat svängigt på dragspel"
- 1982: "In Country"
- 1981: "Skaffa dej en Novelty"
- 1979: "Dinah"
- 1979: "Harlem Boogie"
- 1978: "Rag of the Rags"
- 1977: "Whispering"
- 1976: "Lady Be Good"
- 1971: ”Inge & Sten” (Cedermarks)